# خوان كارلوس ليتيليير
خوان كارلوس ليتيليير بيزارو (بالإسبانية: Juan Carlos Letelier) ، من مواليد 20 مايو 1959 ، لاعب كرة قدم تشيلي سابق.
لعب مع منتخب تشيلي لكرة القدم.

## روابط خارجية
- خوان كارلوس ليتيليير على موقع الاتحاد الدولي (مؤرشف)  (الإنجليزية)
- خوان كارلوس ليتيليير على موقع قاعدة بيانات كرة القدم.إي يو (الإنجليزية)
- خوان كارلوس ليتيليير على موقع ناشيونال فوتبول تيمز (الإنجليزية)
- خوان كارلوس ليتيليير على موقع عالم كرة القدم.نت (الإنجليزية)